# Mosina (gemeente)
De gemeente Mosina is een stad- en landgemeente in de Poolse woiwodschap Groot-Polen, in powiat Poznański.
De zetel van de gemeente is in Mosina.
Op 30 juni 2004 telde de gemeente 24 725 inwoners.

## Oppervlakte gegevens
In 2002 bedroeg de totale oppervlakte van gemeente Mosina 170,87 km², waarvan:
- agrarisch gebied: 49%
- bossen: 38%

De gemeente beslaat 9% van de totale oppervlakte van de powiat.

## Demografie
Stand op 30 juni 2004:
| Omschrijving                   | Totaal | Totaal | Vrouwen | Vrouwen | Mannen | Mannen |
| ------------------------------ | ------ | ------ | ------- | ------- | ------ | ------ |
| eenheid                        | aantal | %      | aantal  | %       | aantal | %      |
| inwoners                       | 24 725 | 100    | 12 661  | 51,2    | 12 064 | 48,8   |
| bevolkingsdichtheid (inw./km²) | 144,7  | 144,7  | 74,1    | 74,1    | 70,6   | 70,6   |

In 2002 bedroeg het gemiddelde inkomen per inwoner 1382,6 zł.

## Administratieve plaatsen (sołectwo)
Babki, Baranówko, Borkowice, Czapury, Daszewice, Drużyna, Nowe Dymaczewo, Stare Dymaczewo, Krajkowo, Krosno, Krosinko (Groot-Polen), Mieczewo, Pecna, Radzewice, Rogalin, Rogalinek, Sasinowo, Sowinki, Świątniki, Wiórek, Żabinko.

## Overige plaatsen
Kubalin, Głuszyna Leśna, Baranowo, Bolesławiec, Nowinki, Ludwikowo, Konstantynowo, Sowiniec.

## Aangrenzende gemeenten
Brodnica, Czempiń, Komorniki, Kórnik, Luboń, Poznań, Puszczykowo, Stęszew